# プラカノーン区
プラカノーン区（プラカノーンく、タイ語: เขตพระโขนง）は、タイ王国バンコク都の行政区の一つ。
この行政区は、時計回りに、スワンルワン区、プラウェート区、バーンナー区、サムットプラーカーン県のプラプラデーン郡、クローントゥーイ区、ワッタナー区の6つの行政区に接している。チャオプラヤー川に面している。

## 歴史
元はプラプラデーン郡の一部であったが、1927年にバンコクに編入された。かつては広大な面積の区であったが、その後クローントゥーイ区、ワッタナー区、スワンルワン区、プラウェート区、バーンナー区が独立し縮小した。バンコク・スカイトレインのプラカノーン駅は、プラカノーン区にはない。

## 交通
- バンコク・スカイトレイン : バーンチャーク駅、プナウィティ駅